# Cordylomera laetitiae
Cordylomera laetitiae là một loài bọ cánh cứng trong họ Cerambycidae.